# Simón Lamas
Simón Lamas Trinidad (Villalba (Lugo), Galicia, España, 9 de enero de 1992), más conocido como Simón Lamas, es un entrenador de fútbol español que actualmente dirige al equipo sub-23 del F. C. Vizela.

## Trayectoria
Como jugador formó parte de los clubs juveniles del Racing Club Villalbés y Racing Club de Ferrol. En 2013, tras formar parte del Racing Club Villalbés de la Tercera División de España, colgaría las botas para ser entrenador en las categorías inferiores y coordinador de la base del club lucense.
Con el equipo juvenil del Racing Club Villalbés lograría el ascenso desde la liga gallega hasta la División de Honor.
Comenzó su trayectoria en los banquillos en noviembre de 2018, haciéndose cargo del Racing Club Villalbés de la Tercera División de España, tras la salida de Juan Peón.
En las siguientes temporadas continuaría como entrenador del Racing Club Villalbés al que llegó a clasificar en la cuarta plaza de la Tercera División de España en la temporada 2020-21.
Tras finalizar la temporada 2023-24 ocupando puestos de descenso de la Segunda Federación, el técnico gallego comunica su marcha de la entidad. Meses más tarde, el F. C. Vizela anuncia la llegada de Simón como nuevo técnico del equipo sub-23.

## Trayectoria como entrenador
| Club                  | País     | Año       |
| --------------------- | -------- | --------- |
| Racing Club Villalbés | España   | 2018-2024 |
| F. C. Vizela sub-23   | Portugal | 2024-act. |